# Fuente del Gihón

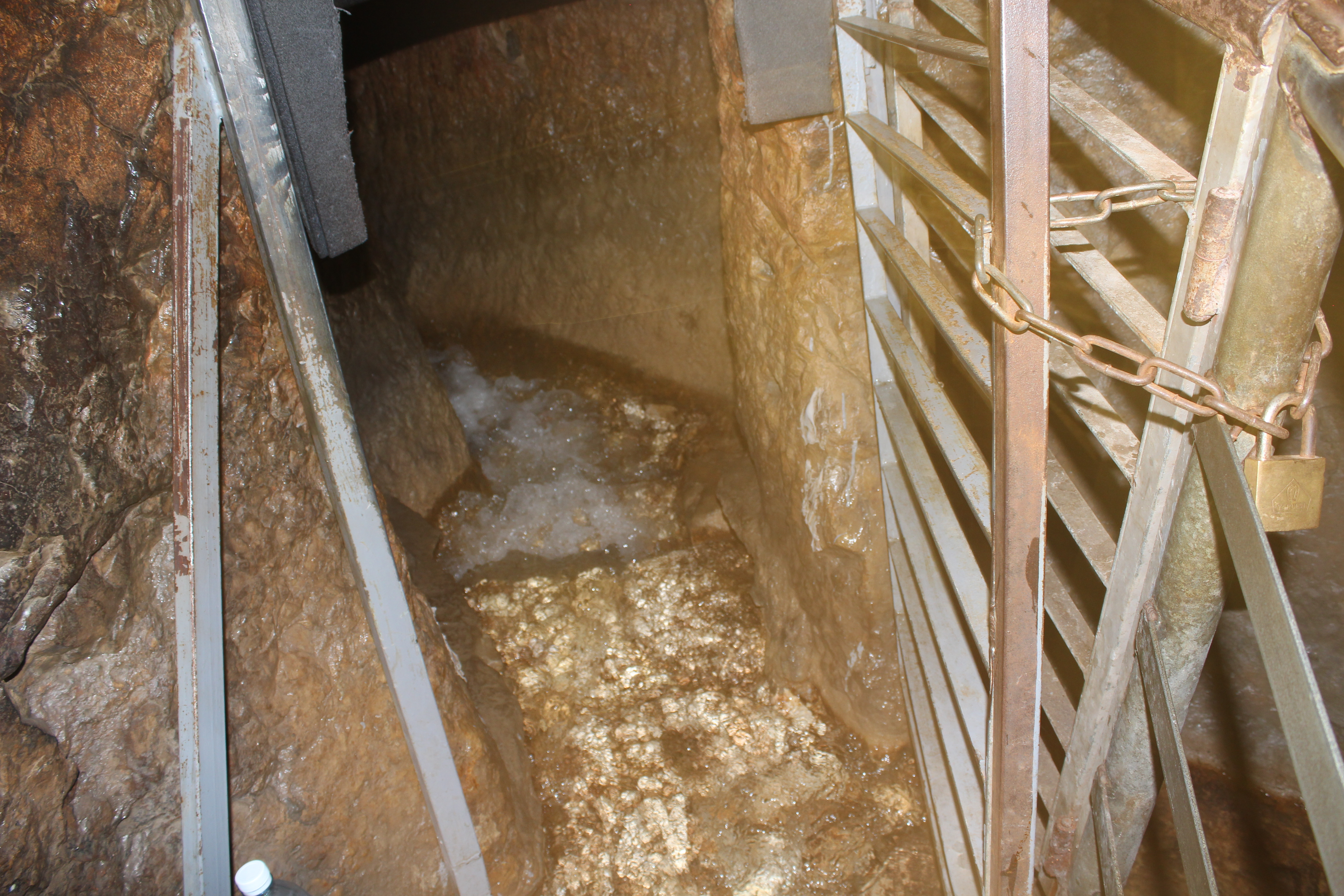
Gihon Spring, Ciudad de David, Jerusalén

La fuente del Gihón abastecía de agua a Jebús, que luego se convirtió en la ciudad de Jerusalén. Es uno de los manantiales intermitentes más grandes del mundo que permitió el asentamiento humano en Jebús. La fuente no solamente se utilizaba como suministro de agua potable sino también para la irrigación de los jardines adyacentes en el valle de Cedrón, el que a su vez proveía de alimentos al antiguo asentamiento. Dado que la fuente era intermitente fue necesaria la excavación de la piscina de Siloé para almacenar el agua necesaria para la ciudad cuando la fuente se secaba.
El manantial surge en una gruta al pie de la montaña Ofel, entre Sion y el valle de Cedrón. Tres sistemas principales llevaban el agua desde la fuente hacia la ciudad:
- El canal de la Edad del Bronce medio, de construcción recta, excavado a 20 pies y cubierto con lajas, que más tarde quedaron ocultas por la vegetación. Este acueducto conducía el agua desde la fuente hasta la Piscina de Siloé.
- El pozo de Warren, un túnel de caída abrupta construido poco después del canal de la Edad del Bronce medio, que va de la antigua ciudad hacia un lugar cercano a la fuente. Estaba pensado para que la gente fuese hasta allí para recoger el agua.
- El túnel de Ezequías, que fue excavado en la roca en tiempos de Ezequías y que llevaba el agua desde el manantial hasta la piscina de Siloé. Este acueducto reemplazó al canal de la Edad del Bronce.

En 1997, durante la construcción de una oficina de turismo, se descubrió que la fuente había estado fortificada desde la Edad del Bronce medio, ocasión en la que los arqueólogos hallaron dos torres monumentales. Una protegía la base del Pozo de Warren y la otra el manantial mismo. 
Durante una excavación en el año 2009 se descubrió un fragmento de una piedra inscrita, datada en el s. VIII a. C. Este fragmento, que contiene unas pocas letras en hebreo, prueba que la ciudad ostentaba inscripciones en los edificios públicos.

## Testimonios bíblicos
Acorde a II Samuel 5, 8, el rey David tomó la ciudad de Jerusalén –en ese entonces de los jebuseos– ingresando a ella a través del canal (“Todo el que quiera atacar a los jebuseos que suba por el canal”); se estima que esto aconteció en torno al año 1000 a. C.
En la segunda mitad del s. VIII, los asirios se hicieron del control de Siria y Palestina con el objetivo de conquistar Egipto. En esa ocasión, tras la toma de Laquis, Jerusalén fue amenazada por Senaquerib. Según II Crónicas 32, 1-5, previendo esta situación, el rey Ezequías no solamente hizo reparar y elevar las murallas de Jerusalén, sino que también hizo cegar las fuentes y el arroyo que proveían de agua a la ciudad, y construir el túnel de Ezequías.

## Importancia religiosa
La fuente del Gihón también es llamada por los cristianos fuente de Santa María y por los musulmanes fuente de la madre de los escalones. Las tres religiones monoteístas le asignan un valor curativo al agua de la fuente. 